# Слоновский сельсовет
Слоновский сельсовет — сельское поселение в Шарлыкском районе Оренбургской области Российской Федерации.
Административный центр — село Слоновка.

## История
9 марта 2005 года в соответствии с законом Оренбургской области № 1919/356-III-ОЗ образовано сельское поселение Слоновский сельсовет, установлены границы муниципального образования.

## Население
| 2010 | 2012 | 2013 | 2014 | 2015 | 2016 | 2017 |
| ---- | ---- | ---- | ---- | ---- | ---- | ---- |
| 520  | ↘498 | ↘475 | ↘434 | ↘411 | ↘407 | ↘402 |
| 2018 | 2019 | 2020 | 2021 |      |      |      |
| ↘390 | ↘373 | ↗381 | ↘354 |      |      |      |

## Состав сельского поселения
| № | Населённый пункт | Тип населённого пункта       | Население |
| - | ---------------- | ---------------------------- | --------- |
| 1 | Покровка         | село                         | 228       |
| 2 | Слоновка         | село, административный центр | 292       |